# دين رولاند
دين رولاند (بالإنجليزية: Dean Roland)‏ هو كاتب أغاني وعازف قيثارة ومغني أمريكي، ولد في 10 أكتوبر 1972 في ستوكبريدج في الولايات المتحدة.